# Mesnil-sur-Oger
Mesnil-sur-Oger là một xã trong tỉnh Marne, thuộc vùng hành chính Grand Est của nước Pháp, có dân số là 1.077 người (thời điểm 1999).

## Thông tin nhân khẩu
| 1962  | 1968  | 1975  | 1982  | 1990  | 1999  |
| ----- | ----- | ----- | ----- | ----- | ----- |
| 1.366 | 1.385 | 1.381 | 1.204 | 1.118 | 1.077 |

## Các thành phố kết nghĩa
- Leiwen, Đức